# Département politique général de l'Armée populaire de libération
Le Département politique général de l'Armée populaire de libération (DPG; chinois : 中国人民解放军总政治部) était l'ancien organe politique principal de la Commission militaire centrale du Parti communiste chinois. Il dirigeait toutes les activités politiques de l'Armée populaire de libération.
Ses anciens directeurs généraux comprennent Liu Shaoqi, Luo Ronghuan, Tan Zheng, Xiao Hua, Li Desheng, Zhang Chunqiao, Wei Guoqing, Yu Qiuli, Yang Baibing, Yu Yongbo, Xu Caihou et Li Jinai. Son dernier chef était Zhang Yang, qui s'est suicidé.
Le département a été dissous en janvier 2016 et une nouvelle agence, le Département du travail politique de la Commission militaire centrale, a été fondée à sa place.

## Durant la révolution culturelle
Le Département politique général de l'Armée populaire de libération a joué un rôle important pour Mao Zedong pendant la Révolution culturelle, grâce à son contrôle des « départements politiques » créés dans l'ensemble de l'appareil d'État.
À l'été 1964, avant la Révolution culturelle, des organisations appelées « départements politiques » ont été créées dans toutes les branches de l'administration chinoise, aux niveaux central et régional. Leurs membres devaient étudier l'œuvre de Mao Zedong et s'inspirer de l'armée. Ces organisations étaient dirigées par le Département politique général, l'organe par lequel Mao Zedong et Lin Biao exerçaient leur contrôle sur les forces armées. Le « département politique » économique était ainsi également placé sous le commandement des forces armées, plutôt que du Comité central du Parti. Cela a créé une « chaîne de commandement parallèle » contournant le Parti. Le rôle du Département politique général pendant la Révolution culturelle signifiait que, lorsque les chaînes de commandement du Parti s'effondraient dans le chaos, des chaînes de commandement alternatives étaient mises en place, directement contrôlées par Mao. En 1966, avant même le début de la Révolution culturelle, ce système était efficace.

## Structure
Le Département politique général était dirigé par un directeur, généralement de grade général, et de nombreux directeurs adjoints, dont la plupart avaient également le grade de général (les autres étaient lieutenants généraux). Le directeur occupait un poste de niveau régional militaire. Le dernier directeur était Zhang Yang, qui a occupé ce poste jusqu'en 2016 et a pris la tête de l'organisme qui lui a succédé.
Le département regroupait également plusieurs départements : la Direction générale, le Département de l'inspection de la discipline, la Direction générale du Bureau des affaires étrangères, la Direction générale du Bureau de la justice, le Bureau du travail de masse, la Direction générale, le Département des cadres, le Département de la culture, le Département du travail des organes directement subordonnés, le Département de la liaison, le Département de l'organisation, le Département de la propagande et le Département de la sécurité. Le département supervisait également le Musée militaire de la Révolution populaire chinoise, le Quotidien de l'APL, les Éditions littéraires et artistiques de l'APL (Kunlun Press), les Illustrés de l'APL et les Éditions de l'APL.